# Xenusion
Xenusion é um gênero de lobopodio do período Cambriano inferior ou possivelmente do Ediacarano superior (cerca de 560 milhões de anos atrás). Atualmente se conhecem dois exemplares fósseis procedentes de um pedregulho glacial da ilha Hiddensee na Alemanha, provavelmente originário da formação Kalmarsund na Suécia.

## Descrição

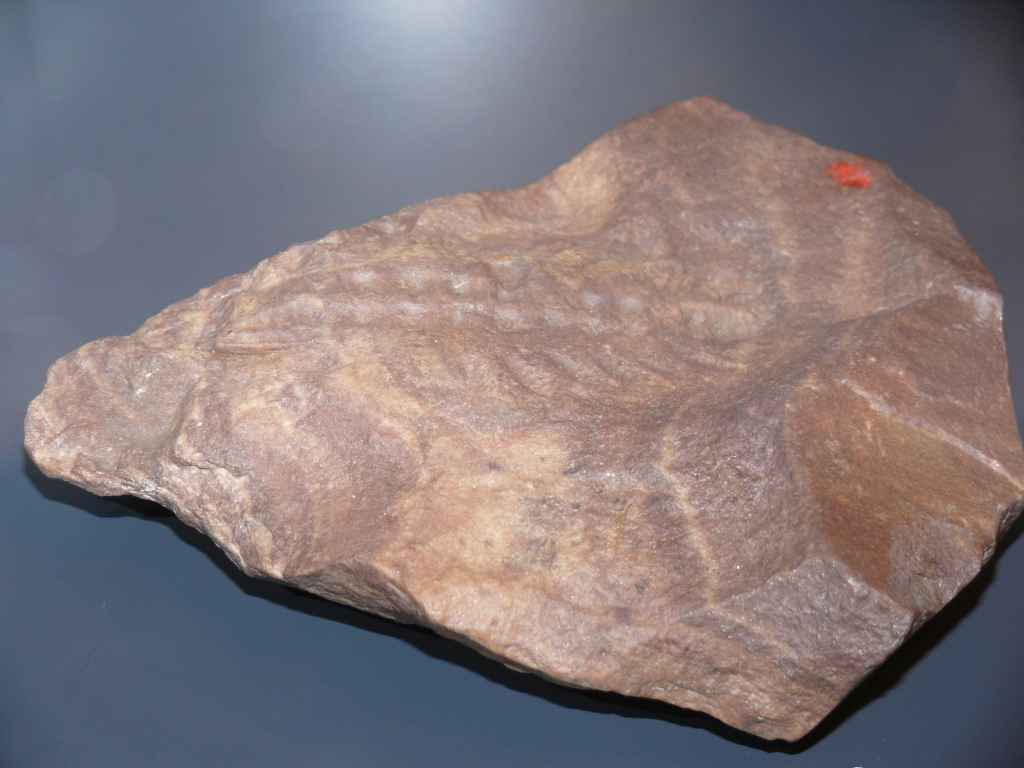
Primeiro fóssil de Xenusion

Os dois exemplares não estão muito bem preservados, mas é possível distinguir as diversas estruturas do corpo do Xenusion. O espécime, incompleto, mede uns 10 cm e apresenta um corpo estreito e segmentado. Uma depressão corre pelo seu corpo, exceto no primeiro segmento. Cada um de seus nove segmentos tem alguns espinhos. Há uma cauda ligeiramente bulbosa, e cada segmento parece possuir um único par de pernas curtas aneladas, semelhante as dos atuais Onychophora, com listras paralelas e sem garras. As pernas do que pode ser o segmento mais avançado está ausente do exemplar. O outro exemplar parecer reter as partes ausentes no holótipo. Isso permite que haja uma reconstrução total do animal, que deveria ser de cerca de 20 cm de comprimento, com uma organização anatômica relativamente simples, sendo desprovido de órgãos cefálicos evidentes.

## Classificação
Foi sugerido que o Xenusion, descrito pela primeira vez por Pompeckj em 1927, era um animal ancestral articular originado de um ancestral semelhante a um verme priapulida. O mesmo poderia ser um antepassado do lobopodia Aysheaia do cambriano médio, que apresenta as características dos tardigrados. Foi proposta sua classificação na classe Xenusia, ancestral dos Onychophoros e dos Tardigrados. É possível que o Xenusion seja um ancestral dos artrópodes e anelídeos.
Beverly Tarlo tem reinterpretado os restos do Xenusion como de um animal da fauna ediacarana. A reconstrução convincente desta interpretação foi feita por McMenamin, mas ainda há discrepância considerável entre os cientistas. Pesquisas recentes, no entanto, parecem apoiar a hipótese atual. A presença de vestígios fósseis de vermes na formação Kalmarsund pode significar que o Xenusion é menos antigo do que os fósseis de Ediacara.